# 麗都大戲院
麗都大戲院（Rialto Theatre），是上海市的一家电影院，位于贵州路239号。丽都大戏院开业于1926年11月19日，最初名为北京大戏院。1934年，北京大戏院拆除重建，并更名为丽都大戏院。1949年后，丽都大戏院在1966年更名为正红剧场，在1972年又更名为贵州剧场，1977年更名为贵州影剧场。1988年，贵州影剧场改建為商場。